# Krasnosielc
Krasnosielc is een dorp in het Poolse woiwodschap Mazovië, in het district Makowski. De plaats maakt deel uit van de gemeente Krasnosielc en telt 1300 inwoners.